# 야마모토 히로마사
야마모토 히로마사(일본어: 山本 浩正, 1979년 6월 5일 ~ )는 일본의 전 축구 선수이다.

## 구단 경력
과거 주빌로 이와타, 비셀 고베, 세레소 오사카, 에히메 FC, SC 사가미하라에서 활동하였다.